# Araki Ryoji
Ryoji Araki (sinh ngày 10 tháng 5 năm 1978) là một cầu thủ bóng đá người Nhật Bản.

## Sự nghiệp câu lạc bộ
Ryoji Araki đã từng chơi cho Sanfrecce Hiroshima.